# Макгрегор, Чарльз Меткальф
Чарльз Меткальф Макгрегор (англ. Charles Metcalfe MacGregor; 1840—1887) — генерал-квартирмейстер и начальник разведки индо-британской армии времён Большой игры.

## Биография
Шотландец по происхождению, Макгрегор родился 12 августа 1840 г. в Индии в Агре, где его дед генерал-майор Джеймс Макгрегор служил в Бенгальской кавалерии. По окончании военного колледжа Мальборо в Англии Чарльз Макгрегор вернулся в Индию, 5 января 1857 г. поступил 57-й пехотный туземный полк Бенгальской армии и принял участие в подавлении Восстания сипаев, в том числе находился в сражении при Лакхнау, во время боевых действий был дважды ранен.
В 1860—1870-х гг. Макгрегор неоднократно бывал в военных и исследовательских экспедициях в Индии, Бутане, Китае, Афганистане, Персии и даже сумел нелегально проникнуть в Серахс, который уже тогда формально принадлежал России. Большую известность получил его отчет о путешествии в Хорасан, который был переведён на несколько языков, в том числе и на русский.
Во время 2-й англо-афганской войны Макгрегор служил в качестве офицера связи в управлении генерал-квартирмейстера и исполнял поручения на коммуникационных линиях в Хайберском проходе, затем был назначен командиром 3-й пехотной бригады Кабульско-Кандагарского корпуса и принимал участие в сражении под Кандагаром. После этого сражения Макгрегор был назначен начальником штаба британского главнокомандующего генерала Робертса. 19 ноября 1880 г. Макгрегор был назначен генерал-квартирмейстером индо-британских войск и начальником разведки и занимал эту должность до 27 ноября 1885 г., затем был командующим Пенджабскими пограничными войсками. 17 января 1881 г. был награждён орденом Бани.
22 января 1887 г. Макгрегор был произведён в генерал-майоры и 5 февраля того же года после продолжительной болезни скончался в Каире, где он находился на излечении.

## «Оборона Индии»

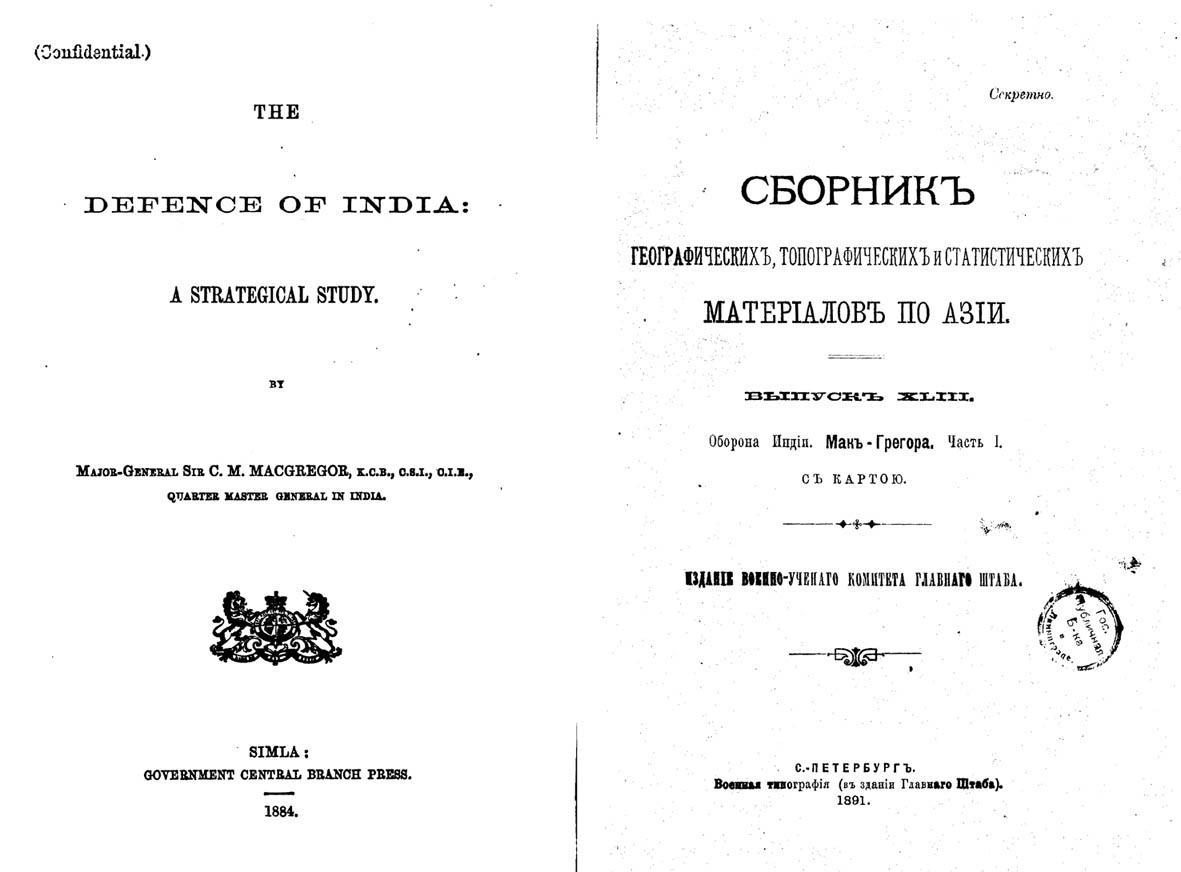
Титульные листы книги Ч. М. Макгрегора «Оборона Индии».
Слева — английское издание 1884 г., справа — русский перевод 1891 г.

В 1884 г. в Симле Макгрегор напечатал свой труд «Оборона Индии», в котором в свете Большой Игры рассматривалось и анализировалось гипотетическое вторжение русской армии в Индию и меры противодействия этому вторжению. Эта книга вышла под грифом «Конфиденциально» и распространялась исключительно среди высшего руководства Британской империи. Современный исследователь Питер Хопкирк так оценивает эту работу: «Макгрегор, убежденный в том, что русские суть синоним неприятностей, решил встряхнуть своих соратников и разрушить их самодовольное спокойствие, продемонстрировав, как легко напасть на Индию»; российский учёный А. В. Постников оценивает эту книгу как «Библию британских русофобов».
В заключительных строках этой книги сам Макгрегор писал: «Я торжественно свидетельствую своё убеждение в том, что никогда не может произойти настоящего решения русско-индийского вопроса, доколе Россия не будет выбита из Кавказа и из Туркестана» (курсив автора).
Несмотря на то, что издание было засекречено, военная разведка Российской империи сумела раздобыть один экземпляр этой книги, который был в 1891 г., под грифом «Секретно», переведён и издан Военно-учёным комитетом Главного штаба в Санкт-Петербурге.
Среди российских политиков и военных книга Макгрегора вызвала обширную полемику, в своих работах ей уделяли внимание многие специалисты по русско-британским отношениям и восточному вопросу, среди них М. А. Терентьев, М. В. Грулёв, Л. Н. Соболев и другие. В 1898 г. полковник В. Т. Лебедев напечатал книгу «В Индию! Военно-статистический и стратегический очерк», где открыто полемизировал с Макгрегором.
Ряд теоретических положений Макгрегора впоследствии получил практическое воплощение, в частности в конце 1880-х гг. усилиями Янгхасбенда при поддержке лорда Керзона, вопреки англо-русским соглашениям 1872 г., была предпринята попытка претворить в жизнь план раздела Памирской горной системы между Афганистаном и Китаем, и лишь благодаря активным действиям М. Е. Ионова и Б. Л. Громбчевского эта попытка провалилась.

## Основные сочинения Макгрегора
- Mountain warfare: An essay on the conduct of military operations in mountainous countries. London: Nissen and Parker, 1866.
- A Military Report on the Country of Bhutan, containing all the information of military importance which has been collected up to date, 12th July, 1866. Calcutta: Bengal Secretariat Press, 1873.
- Central Asia. Parts I-VI. Calcutta: Foreign Department Press,1871—1875.
- Narrative of a journey through the province of Khorassan and on the N.W. frontier of Afghanistan in 1875. London: W. H. Allen, 1879, 2 vols. (русский перевод: Хороссан: Путешествие по сев.-вост. провинциям Персии / Мак-Грегор; Пер. с англ., под ред. Ген. штаба кап. М. Янжула. Ч. [1]-2. СПб.: тип. бр. Пантелеевых, 1882-1886. - 2 т.).
- Wanderings in Baluchistan. London: W. H. Allen, 1882.
- The Defence of India: a strategical study. By Major-General Sir C. M. MacGregor, K.C.B., C.S.I., C.I.E., quarter master general in India. Simla: Government Central Branch Press, 1884 (русский перевод: Оборона Индии. Ч. 1—2 // Сборник географических, топографических и статистических материалов по Азии. СПб.: Воен.-учен. ком. Глав. штаба, 1891. — Вып. XLIII—XLIV).
- The Second Afghan War. Vol. I—VI. Simla: Government Central Branch Press, 1884—1886.
- War in Afghanistan, 1879—80: the personal diary of Major General Sir Charles Metcalfe MacGregor / edited by William Trousdale. Detroit: Wayne State University Press, 1985.